# Frégimont
Frégimont is een gemeente in het Franse departement Lot-et-Garonne (regio Nouvelle-Aquitaine) en telt 189 inwoners (1999). De plaats maakt deel uit van het arrondissement Agen.

## Geografie
De oppervlakte van Frégimont bedraagt 7,6 km², de bevolkingsdichtheid is 24,9 inwoners per km².
De onderstaande kaart toont de ligging van Frégimont met de belangrijkste infrastructuur en aangrenzende gemeenten.

## Demografie
Onderstaande figuur toont het verloop van het inwonertal (bron: INSEE-tellingen).